# ソードフィッシュ (原子力潜水艦)
|          |                                |
| 艦歴     |                                |
| 発注     | 1955年7月18日                  |
| 起工     | 1956年1月25日                  |
| 進水     | 1957年8月27日                  |
| 就役     | 1958年9月15日                  |
| 退役     | 1989年6月2日                   |
| その後   | 原子力艦再利用プログラム       |
| 除籍     | 1989年6月2日                   |
| 性能諸元 |                                |
| 排水量   | 水上 2,570トン、水中 2,861トン |
| 全長     | 267.7 ft (82 m)                |
| 全幅     | 25 ft (7.6 m)                  |
| 吃水     | 22 ft (6.7 m)                  |
| 機関     | S3W reactor                    |
| 最大速   | 18ノット (33 km/h)             |
| 乗員     | 士官、兵員87名                 |
| 兵装     | 21インチ魚雷発射管8門          |

ソードフィッシュ (USS Swordfish, SSN-579) は、アメリカ海軍の原子力潜水艦。スケート級原子力潜水艦の2番艦。艦名はメカジキに因む。その名を持つ艦としてはサーゴ級潜水艦6番艦(SS-193)以来2隻目。

## 艦歴
ソードフィッシュは1956年1月25日にメイン州キタリーのポーツマス海軍造船所で起工した。1957年8月27日にユージン・C・ライダース夫人によって命名、進水し、1958年9月15日に艦長シャノン・D・クラーマー・ジュニア中佐の指揮下就役する。
艤装および大西洋での整調を完了すると、ソードフィッシュは整調後信頼性試験を行い続いて東海岸での海上公試を行った。母港は1959年3月16日に真珠湾と指定され、7月にハワイに向けて出航、太平洋艦隊に配属される2番目の原子力潜水艦として、サーゴ (USS Sargo, SSN-583) と合流した。第1潜水戦隊に配属され、ソードフィッシュは就役初年度に35,000マイルを航行し、その8割以上は潜航してのものであった。
1960年1月、ソードフィッシュは太平洋西部への4ヶ月の展開を行い、同海域における最初の原子力潜水艦となった。この配備では中華民国の蔣介石総統が乗艦し1日の巡航を行った。6月20日から再び西太平洋に展開し、フィリピンのカルロス・P・ガルシア大統領を乗せてデモンストレーション巡航を行う。1961年1月から5月までハワイ海域において沿岸活動に従事し、5月後半に本国の西海岸に移動、カリフォルニア州サンディエゴからサンフランシスコまでの海域で様々な太平洋艦隊の部隊と共に作戦活動に従事した。7月14日に真珠湾に戻り、9月まで沿岸で活動した後2ヶ月間西太平洋に展開した。
ソードフィッシュは1962年1月にメア・アイランド海軍造船所に向かい、太平洋岸でオーバーホールを受ける最初の原子力潜水艦となる。9月29日にハワイに戻り、回復訓練および沿岸作戦活動を行う。10月26日、ソードフィッシュは再び西太平洋に展開した。
1963年の秋、ソードフィッシュは北太平洋でソ連の対潜作戦演習を近距離から観察した。ソードフィッシュはソ連側から検知されたが、ソ連側はソードフィッシュに浮上を強要することは出来なかった。この任務でソードフィッシュはソ連の無線会話を録音し、レーダー検知パターンの計画を記録した。
ソードフィッシュは真珠湾を拠点として、第71潜水艦隊の1隻として沿岸での活動と西太平洋への配備を継続し、1965年6月30日に同地を拠点とする第11潜水艦隊に転属となった。1965年後半にソードフィッシュは、1963年10月8日から12月3日、1964年9月22日から11月25日、1965年5月29日から7月23日までの任務の功績により殊勲部隊章を受章した。
1965年11月1日にサンフランシスコ海軍造船所に到着、燃料補給および SUBSAFE オーバーホールが行われ、作業は1967年8月31日に完了した。海上公試は9月に行われ、兵装の公試が10月前半に行われた。10月13日に真珠湾に戻り、12月31日まで回復訓練を行った。1968年1月1日から2月2日まで海外配備の準備を行い、2月3日に太平洋西部に展開した。
1968年3月8日、ソ連の629型潜水艦、K-129 がオアフ島北西で沈没した。3月17日にソードフィッシュは横須賀に入港し潜望鏡の緊急修理を行った。アメリカ海軍はソードフィッシュは氷塊にぶつかって損傷、また、K-129 は98名の乗員および搭載する核ミサイルと共に、バッテリーからの水素ガスもしくは魚雷が原因による内部の爆発によって破壊、ソードフィッシュから約2,000マイル (3,000km) の地点に沈没したと発表した。
1968年5月、反核活動団体はソードフィッシュが佐世保に停泊したとき、湾内へ放射性冷却水を投棄したとして抗議を行った。いくつかのソースによれば日本の科学者が20回以上放射能レベルの増加を検知したとし、他方では放射能レベルの増加を検知することは出来なかったとする。反核団体はこの一件についてアメリカ側に対して抗議を行い、佐藤栄作首相は安全性を保証することが出来ないのであればアメリカ海軍の原子力艦が日本に入港することは許可されないだろうと述べた。
ソードフィッシュは9月5日に真珠湾へ戻り、同年の残り4ヶ月を真珠湾で過ごした。
1969年1月1日から5月11日までハワイ海域での沿岸活動に従事し、その後11月4日まで再び西太平洋に展開した。同年の残りは検査および維持作業に費やされた。1970年2月24日から4月9日まで特別任務に従事し、その後真珠湾の乾ドックに入渠、信頼性検査が9月30日まで行われた。1970年の残りは乗組員の訓練で費やされた。
1971年の沿岸活動は3月24日から9月22日まで行われた西太平洋配備で中断された。この配備では横須賀、中城湾、釜山、香港を訪問し、その後は沿岸活動に従事、1972年6月26日に真珠湾海軍造船所に入渠し定期オーバーホールが行われ、作業は1973年12月31日まで続けられた。作業が完了するとソードフィッシュは真珠湾を拠点としての作戦活動を部隊と共に再開した。
1978年9月、乗組員が誤って魚雷発射管にペイント・スクレーパを落下させた。これによる修理費用は171,000ドルに上った。
1979年7月、ソードフィッシュは西太平洋に展開し、横須賀、釜山およびグアム海域で停泊した。グアムでの修理後作戦活動を再開したが、数日後誤動作するシュノーケル排気バルブを修理するためグアムへの帰還を強いられた。修理後はトラブルもなく活動を再開し、1979年12月に真珠湾に帰還した。
その後は沿岸での活動に従事し、1981年の夏に西太平洋に展開する。真珠湾に帰還するとソードフィッシュは沿岸での活動を再開、1981年後半に燃料補給のため真珠湾海軍造船所に入渠した。

### 退役
ソードフィッシュは1989年6月2日に退役し、同日除籍された。船体はピュージェット・サウンド海軍造船所で原子力艦再利用プログラムに従って解体され、1995年9月11日に作業は完了した。
ソードフィッシュは軍遠征記章、2個の功労部隊章、2つの戦闘効率賞「E」、8個の海軍殊勲部隊章、4個のベトナム勲功章および多くの賞を受賞した。
ロシア側は繰り返しソードフィッシュによる K-129 追跡記録のコピーを要求した。しかしながらペンタゴンはそれらの公表を拒絶した。当時ソードフィッシュは非常に敏感な作戦活動に参加していた。アメリカ側はロシア政府に対して、1974年にグローマー・エクスプローラー (USNS Glomar Explorer, T-AG-193) が K-129 のいくつかの部品を引き揚げた際に行った、海上における6名の乗組員の葬儀の様子を撮影したビデオテープを提供した。